# Margaret McArthur
Annie Margaret McArthur, verheiratete Margaret McArthur Oliver (* 6. Dezember 1919 in Ararat, Victoria, Australien; † 12. Mai 2002 in Honolulu, Hawaii, USA), war eine australische Ernährungswissenschaftlerin und Anthropologin.

## Leben
Margaret McArthur wurde am 6. Dezember 1919 in Ararat im australischen Bundesstaat Victoria geboren. Ab 1938 studierte sie an der University of Melbourne, wo sie zunächst einen Bachelor of Science und 1942 einen Master of Science in Biochemie erwarb.
Von 1943 bis 1945 arbeitete sie als Biochemikerin und Bakteriologin im Council for Scientific and Industrial Research, wo sie an der Entwicklung wasserdichter Behälter zum Transport von Lebensmitteln für in tropischen Regionen stationiertes Militär beteiligt war.
Von 1946 bis 1947 ließ sie sich am Australian Institute of Anatomy in Canberra zur Ernährungswissenschaftlerin ausbilden. 1947 nahm sie an der vom Commonwealth Department of Health organisierten ernährungswissenschaftlichen Expedition nach Neuguinea teil. Ihre erste Feldstudienarbeit in Australien selbst machte sie ab 1948 als Ernährungswissenschaftlerin bei der acht Monate dauernden American-Australian Scientific Expedition to Arnhem Land. Sie untersuchte nicht nur die Zusammensetzung der Ernährung der nomadisch lebenden Aborigines Australiens, sondern auch die Mengen an gesammelten Lebensmitteln und gejagtem Wild. Dabei lebte sie zeitweise mit den Aboriginesfrauen zusammen, zog mit den nomadisch lebenden Menschen mit und erhielt dadurch einen Einblick in das Leben der Frauen und deren Bedeutung und Beziehungen in der indigenen Gesellschaft.
Nach ihren Feldstudien in Neuguinea und im Arnhem Land erwarb sie 1952 ein Diplom der University of London in Sozialanthropologie. Von 1953 bis 1957 war sie auf Feldstudien bei den Kunimaipa in Papua, deren Ergebnisse die Grundlage ihrer Doktorarbeit bilden sollten. 1968 kehrte sie dorthin zurück, um den sozialen Wandel dieser Bevölkerungsgruppe seit 1957 zu untersuchen.
1961 wurde sie an der Australian National University (ANU) mit der Arbeit The Kunimaipa: The social structure of a Papuan people promoviert.
Ihre Arbeit hatte inzwischen internationale Anerkennung gefunden, und sie erhielt wissenschaftliche Aufträge von der Weltgesundheitsorganisation (WHO) und der Ernährungs- und Landwirtschaftsorganisation der Vereinten Nationen (FAO), die sie nach Malaysia, Indonesien und Afrika führten.
Nach Tätigkeit am Institute of Advanced Studies der ANU nahm sie Stellen an der Universität Manchester und als Anthropologie-Dozentin an der London School of Economics und der London School of Hygiene an. 1965 kehrte sie nach Australien zurück und wurde Lehrbeauftragte für Anthropologie an der Universität Sydney. Am Department of Anthropology der Universität war sie die erste Dozentin mit Tenure, d. h. unbefristeter Stelle. Fünf Jahre später wurde sie dort Senior Lecturer (außerordentliche Professorin). 1973/1974 wurde sie zum Senior Fellow am Food Institute of the East-West Center, Hawaii, ernannt. Dort widmete sie sich den sozialen Aspekten der indigenen Bevölkerung im pazifischen Raum und entwickelte entsprechende Trainingsprogramme.
1975 gab sie ihre Stelle in Sydney auf. Sie heiratete in demselben Jahr Douglas Oliver, einen emeritierten Professor für Anthropologie der Harvard University, mit dem sie das Interesse an Papua-Neuguinea teilte, und ließ sich auf Hawaii nieder. Dort starb sie in Honolulu am 12. Mai 2002 im Alter von 82 Jahren nach langer Krankheit.

## Ehrungen
Zu ihrer und der Ehre ihres Mannes richtete die University of Melbourne das McArthur Fellowship zur Förderung von Doktorstipendien für Human- und Sozialwissenschaften ein.

## Werke
- McArthur, M. (Hrsg.), (1960): Report of the Nutrition Unit, Records of the American-Australian Scientific Expedition to Arnhem Land (Volume 2). Melbourne University Press, Melbourne
- McArthur, M. (1960): Food consumption and dietary levels of the Aborigines at the settlements, Records of the American-Australian Scientific Expedition to Arnhem Land (Volume 2), Melbourne University Press, Melbourne, S. 14–26.
- McArthur, M. (1960): Food consumption and dietary levels of groups of Aborigines living on naturally occurring foods, Records of the American-Australian Scientific Expedition to Arnhem Land (Volume 2). Melbourne University Press, Melbourne, S. 90–135.